# Zorzines venusta
Zorzines venusta là một loài bướm đêm trong họ Noctuidae.